# Паул Мачи
Георг Фридрих Паул Мачи (на немски: Georg Friedrich Paul Matschie) е германски зоолог. Той е роден през 1861 година. Първоначално учи математика и естествени науки, но прекъсва следването си, за да постъпи в Берлинския зоологически музей, където работи от 1883 до 1885 година и от 1887 година до смъртта си. Първоначално се интересува от орнитология, а по-късно работи главно върху африканските бозайници. През 1902 година става професор. Умира през 1926 година.